# Cirrhilabrus katherinae
Cirrhilabrus katherinae е вид бодлоперка от семейство Зеленушкови. Видът не е застрашен от изчезване.

## Разпространение
Разпространен е в Гуам, Микронезия, Палау, Северни Мариански острови и Япония.